# Bleckenburgstraße 10

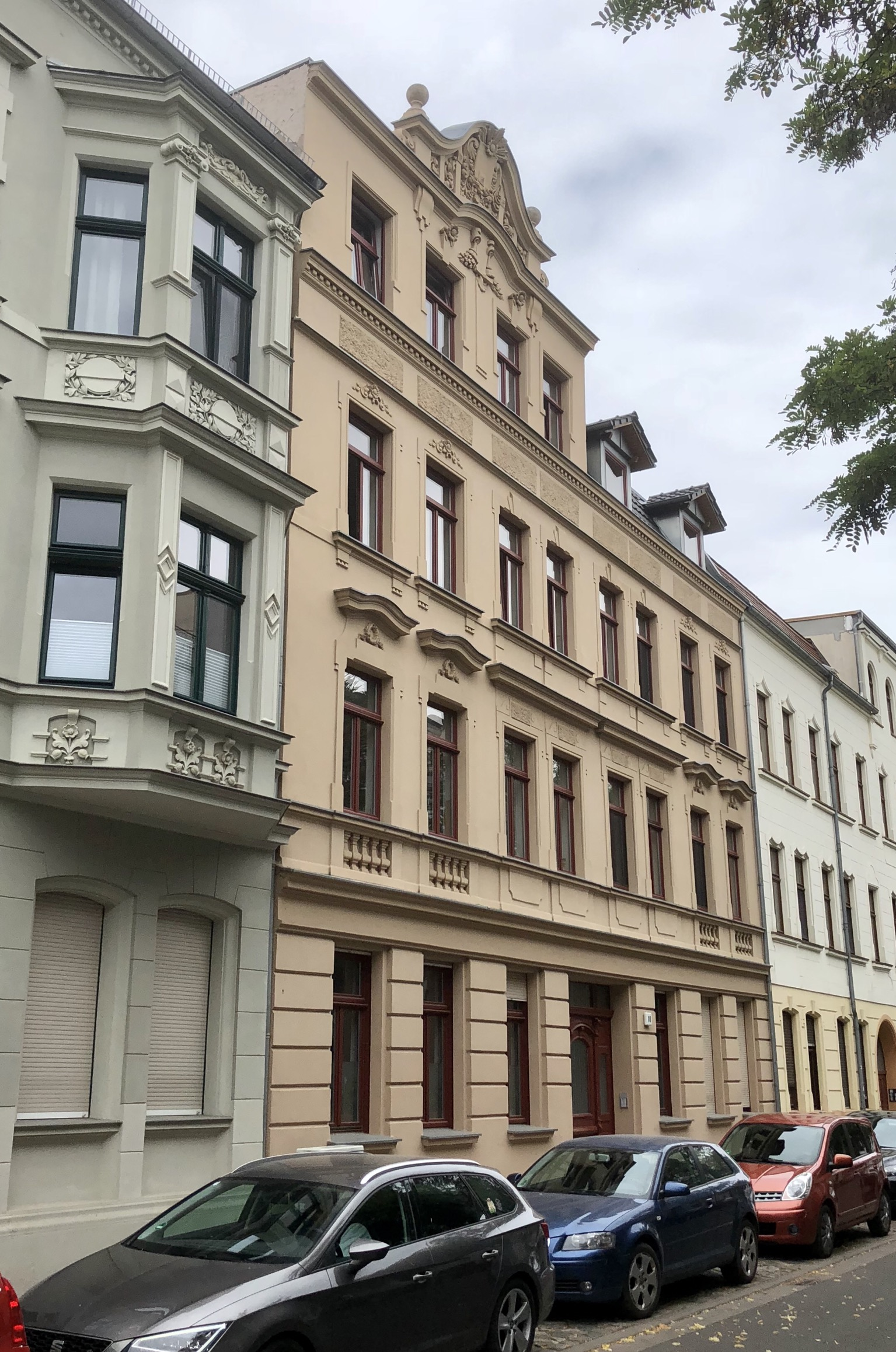
Bleckenburgstraße 10 in Magdeburg

Das Gebäude Bleckenburgstraße 10 ist ein denkmalgeschütztes Wohnhaus in Magdeburg in Sachsen-Anhalt.

## Lage
Es steht traufständig auf der Südwestseite der Bleckenburgstraße im Magdeburger Stadtteil Buckau. Nördlich grenzt das gleichfalls denkmalgeschützte Haus Bleckenburgstraße 8 an, mit dem eine symmetrische Erscheinung besteht. Südöstlich befindet sich das Haus Bleckenburgstraße 12.

## Architektur und Geschichte
Der dreieinhalb- bis viergeschossige verputzte Bau entstand in der Zeit um das Jahr 1900 im Stil des Neobarocks. Die achtachsige repräsentative Fassade weist im Erdgeschoss eine Rustizierung auf. Im ersten Obergeschoss, der Beletage, sind die Fensterbrüstungen jeweils in den beiden äußeren Achsen mit Balustern versehen. Der linke viergeschossige Teil ist mit einem Schweifgiebel versehen, der auf dem benachbarten Gebäude Bleckenburgstraße 8 nicht erhalten geblieben ist.
Im örtlichen Denkmalverzeichnis ist das Wohnhaus unter der Erfassungsnummer 094 82595 als Baudenkmal verzeichnet.
Das Wohnhaus gilt als Teil der gründerzeitlichen Straßenzeile als städtebaulich bedeutsam und prägend für das Straßenbild.